# 2000년 하계 올림픽 아르메니아 선수단
2000년 하계 올림픽 아르메니아 선수단은 오스트레일리아 시드니에서 개최된 2000년 하계 올림픽에 참가한 올림픽 아르메니아 선수단이다.

## 메달리스트
| 메달   | 선수            | 종목 | 세부종목    | 날짜     |
| ------ | --------------- | ---- | ----------- | -------- |
| 동메달 | 아르센 멜리키얀 | 역도 | 남자 미들급 | 9월 22일 |

## 육상

### 남자
트랙 / 도로 경기
| 선수 | 세부 종목 | 1차 예선 | 1차 예선 | 2차 예선 | 2차 예선 | 준결선 | 준결선 | 결선 | 결선      |
| 선수 | 세부 종목 | 기록     | 순위     | 기록     | 순위     | 기록   | 순위   | 기록 | 최종 순위 |

필드 경기
| 선수                | 세부 종목 | 예선  | 예선 | 결선      | 결선      |
| 선수                | 세부 종목 | 기록  | 순위 | 기록      | 최종 순위 |
| 시라크 포고시얀     | 멀리뛰기  | 7.24  | 44   | 진출 실패 | 진출 실패 |
| 아르멘 마르티로시얀 | 세단뛰기  | 14.95 | 35   | 진출 실패 | 진출 실패 |

### 여자
트랙 / 도로 경기
| 선수          | 세부 종목 | 1차 예선 | 1차 예선 | 2차 예선  | 2차 예선  | 준결선    | 준결선    | 결선 | 결선      |
| 선수          | 세부 종목 | 기록     | 순위     | 기록      | 순위      | 기록      | 순위      | 기록 | 최종 순위 |
| 안나 나실리얀 | 800m      | 2:14.86  | 7        | 진출 실패 | 진출 실패 | 진출 실패 | 진출 실패 |      |           |

필드 경기
| 선수 | 세부 종목 | 예선 | 예선 | 결선 | 결선      |
| 선수 | 세부 종목 | 기록 | 순위 | 기록 | 최종 순위 |

## 참고 자료
- (영어) “Armenia at the 2000 Sydney Summer Games”. SR/Olympic Sports. 2020년 4월 17일에 원본 문서에서 보존된 문서. 2011년 10월 9일에 확인함.